# Axel Wallander
Axel Leonard Wallander, född 2 augusti 1879 i Söderhamn, död 20 januari 1962 i Johannebergs församling i Göteborg, var en svensk friidrottare (längdhopp) som tävlade för klubben Gais. Han tog brons i längdhopp vid SM 1897 på 5,52 meter, och året därpå tog han SM-guldet i samma gren med ett hopp på 5,26 meter, före klubbkamraten Theodor Andersson på 5,23 meter. 1899 tog han SM-silver i höjdhopp på 1,68 meter, men blev bara fyra i längdhoppet, trots ett hopp på 5,60 meter.
Wallander var ordförande för Gais 1899, och vice ordförande 1900. I rollen som vice ordförande var han en av de som, när Gais hotades av upplösning på grund av svalt intresse bland utövarna, uppvaktade idrottsklubben Gårda SK och fick dem att överta namnet Gais, dess fana och dess redskap för att klubben över huvud taget skulle kunna fortsätta sin verksamhet. Detta "nya" Gais, under P. A. Sjöholm, kom emellertid framför allt att satsa på fotboll, och Wallander skrev i klubbens jubileumsbok 1934:
| ”                      | När jag tog initiativet till att på en annan klubb överlåta namnet och våra redskap var det verkligen min tanke att det skulle blivit en klubb efter dess namn, men tyvärr har det inte blivit så. Jag får i alla fall gratulera det nuvarande GAIS till dess många segrar inom fotbollssporten, och önskar det framgång i fortsättningen. | „ |
| – Axel Wallander, 1934 | |   |

Liksom Otto Nilsson och flera andra friidrottare i Gais valde Wallander efter Gårda SK:s övertagande av Gais att lämna klubben för att i stället representera Örgryte IS. Axel Wallander är begravd på Västra kyrkogården i Göteborg.